# Assemblea Nacional de la República de l'Azerbaidjan
L'Assemblea Nacional de la República de l'Azerbaidjan (àzeri: Azərbaycan Respublikasının Milli Məclisi) és l'òrgan unicameral que gestiona el poder legislatiu a l'Azerbaidjan. L'Assemblea Nacional es compon de 125 diputats, elegits per sufragi universal per un període de 5 anys. L'Assemblea Nacional exerceix la potestat legislativa segons la doctrina de la separació de poders. Durant la seva vigència l'Assemblea Nacional no pot ésser dissolt. L'Assemblea Nacional se situa a la capital Bakú.

## Història
L'actual Assemblea Nacional és el successor de la Consell Nacional de l'Azerbaidjan de la República Democràtica de l'Azerbaidjan que va existir durant la primera independència de l'Azerbaidjan entre els anys 1918-1920, després de la col·lapse de l'Imperi Rus que va començar amb la Revolució russa de 1917.
Després de l'Azerbaidjan va ser ocupat per l'Exèrcit Roig i es va annexar a la Unió Soviètica el 1920, el Consell Nacional va ser dissolt i reemplaçat pel Soviet Suprem de l'Azerbaidjan de la recentment fundada República Socialista Soviètica de l'Azerbaidjan.
Aquesta càmera va existir fins a 1991, quan el seu nom va passar a denominar breument com el Consell Nacional, però finalment va ser canviat al seu nom actual amb la independència de la República de l'Azerbaidjan el 1992.

## Portaveus de l'Assemblea Nacional(Soviet Suprem de 1991, Consell Nacional 1991-1992) de l'Azerbaidjan
- Elmira Gafarova 05 de febrer de 1991 - 05 de març de 1992[1]
- Yagub Mammadov 05 de març de 1992 - 18 de maig de 1992
- Isa Gambar 18 de maig de 1992 - 13 de juny de 1993
- Heidar Alíev 24 de juny de 1993 - 5 de novembre de 1993
- Rasul Guliyev 5 de novembre de 1993 - 24 de novembre de 1995
- Rasul Guliyev 24 de novembre de 1995 - 11 de setembre de 1996
- Murtuz Alasgarov 16 d'octubre de 1996 - 24 de novembre de 2000
- Murtuz Alasgarov 24 de novembre de 2000 - 02 de desembre de 2005
- Ogtay Asadov 02 de desembre de 2005 - 10 de març de 2020
- Sahiba Gafarova 10 de març de 2020 fins a l'actualitat